# نظریه مدار راه‌گزین
نظریه مدار راه‌گزین (به انگلیسی: Switching circuit theory) یا نظریه مدار کلیدزنی یا نظریه مدار سوئیچینگ مطالعه ریاضی از خواص شبکه‌های راه‌گزین‌های ایده‌آل است. چنین شبکه‌هایی ممکن است به‌طور دقیق منطق ترکیبی باشند، که در آن حالت خروجی آنها فقط تابع از حالت فعلی ورودی آنها باشد؛ یا همچنین ممکن است عناصر ترتیبی را در خود داشته باشد، جایی که حالت فعلی به حالت فعلی و حالت‌های گذشته بستگی دارد؛ در این معنا، می‌گویند مدارهای ترتیبی شامل «حافظه» از حالت‌های گذشته هستند. یک کلاس مهم از مدارهای ترتیبی ماشین‌های دولتی هستند. نظریه مدار راه‌گزین برای طراحی سامانه‌های تلفن، رایانه و سامانه‌های مشابه قابل استفاده است. نظریه مدار راه‌گزین پایه‌های ریاضی و ابزار طراحی سامانه دیجیتال را در تقریباً همه زمینه‌های فناوری نوین را فراهم کرد.
چارلز سندرز پیرس در نامه ای در سال ۱۸۸۶ توضیح داد که چگونه عملیات منطقی را می‌توان توسط مدارهای کلیدزنی الکتریکی انجام داد. در طول ۱۸۸۰–۱۸۸۱ او نشان داد که دروازه‌های NOR به تنهایی (یا به‌طور متناوب دروازه‌های NAND به تنهایی) می‌توانند برای بازتولید عملکرد همه دروازه‌های منطقی دیگر استفاده شوند، اما این اثر تا سال ۱۹۳۳ منتشر نشده باقی ماند. اولین اثبات منتشر شده توسط هنری ام شیفر در سال ۱۹۱۳ بود، بنابراین عملیات منطقی NAND گاهی خط شفر نامیده می‌شود. NOR منطقی گاهی پیکانِ پیِرس نامیده می‌شود. در نتیجه، گاهی به این دروازه‌ها دروازه‌های منطقی جامع می‌گویند.
در سال ۱۸۹۸، مارتین بودا یک نظریه راه‌گزین برای سامانه‌های بلوک سیگنال‌دهی را توصیف کرد.
در نهایت، لامپ‌های خلاء جایگزین رله‌ها برای عملیات منطقی شدند. اصلاح لی دی فارست در سال ۱۹۰۷ لامپ فلمینگ می‌تواند به عنوان یک دروازه منطقی استفاده شود. لودویگ ویتگنشتاین نسخه‌ای از جدول صحت ۱۶ ردیفی را به عنوان گزاره ۵٫۱۰۱ رساله منطقی-فلسفی هنری ام شیفر (۱۹۲۱) معرفی کرد. والتر بوته، مخترع مدار همفرودی، بخشی از جایزه نوبل فیزیک ۱۹۵۴ را برای اولین دروازه الکترونیکی و نوین در سال ۱۹۲۴ دریافت کرد. کنراد تسوزه برای رایانه خود زِد۱ (از ۱۹۳۵ تا ۱۹۳۸) دروازه‌های منطقی الکترومکانیکی را طراحی و ساخت.
این نظریه به‌طور مستقل از طریق کارهای مهندس اِن‌ئی‌سی آکیرا ناکاشیما در ژاپن، کلود شانون در ایالات متحده، و ویکتور شستاکوف در اتحاد جماهیر شوروی ایجاد شد. این سه مجموعه‌ای از مقالات را منتشر کردند که نشان می‌دهد جبر بولی دواَرزشی می‌تواند عملکرد مدارهای راه‌گزین را توصیف کند. با این حال، کار شانون تا حد زیادی دو مورد دیگر را تحت الشعاع قرار داده است، و علیرغم اینکه برخی از محققان شباهت‌های کار ناکاشیما را با شانون استدلال می‌کنند، رویکردها و چارچوب‌های نظری آنها به‌طور قابل‌توجهی متفاوت بود. همچنین غیرقابل قبول این است که شستاکوف به دلیل موانع زبانی و مبهم بودن نسبی کار او در خارج از کشور بر دو مورد دیگر تأثیر گذاشته است. علاوه بر این، شانون و شستاکوف در همان سال در سال ۱۹۳۸ از پایان‌نامه‌های خود دفاع کردند، و شستاکوف تا سال ۱۹۴۱ منتشر نکرد.
کلیدهای ایده‌آل تنها دارای دو حالت انحصاری هستند، به عنوان مثال، باز یا بسته. در برخی از تحلیل‌ها، وضعیت یک کلید را می‌توان بدون تأثیر بر خروجی سامانه در نظر گرفت و به عنوان وضعیت «بی‌اهمیت» تعیین می‌شود. در شبکه‌های پیچیده لازم است که زمان کلیدزنی محدود کلیدهای فیزیکی نیز در نظر گرفته شود. در جایی که دو یا چند مسیر مختلف در یک شبکه ممکن است بر خروجی تأثیر بگذارد، این تأخیرها ممکن است منجر به «خطر منطقی» یا «وضعیت رقابتی» شود که در آن حالت خروجی به دلیل زمان‌های مختلف انتشار در شبکه تغییر می‌کند.